# Гордеев, Владимир Михайлович
Владимир Михайлович Гордеев (род. 21 августа 1949, Горький) — советский хоккеист, защитник.

## Биография
В первенстве СССР дебютировал в сезоне 1967/68 класса «Б» в команде «Титан» (Березники). Семь сезонов (1968/69 — 1972/73, 1974/75 — 1976/77) отыграл в высшей лиге в составе горьковского «Торпедо». Сезон 1973/74 провёл в составе клуба первой лиги СКА МВО Калинин.